# روي كارليل
روي كارليل (بالإنجليزية: Roy Carlyle) هو لاعب كرة قاعدة أمريكي، ولد في 10 ديسمبر 1900 في بوفورد في الولايات المتحدة، وتوفي في 22 نوفمبر 1956 في نوركروس في الولايات المتحدة.

## وصلات خارجية
- روي كارليل على موقعبيزبول رفرنس.كوم (الدوري الرئيسي) (الإنجليزية)
- روي كارليل على موقعبيزبول رفرنس.كوم (الدوري الثانوي) (الإنجليزية)
- روي كارليل على موقع جمعية أبحاث البيسبول الأمريكية (الإنجليزية)